# Decomposição térmica
Para o processo biológico, ver decomposição. Para decomposição química em geral, ver reação de decomposição química.
Decomposição térmica, também chamada termólise, é definida como uma reação química onde uma substância química se decompõe em pelo menos duas substâncias químicas quando aquecida. A reação é usualmente endotérmica já que aquecimento é requerido para romper as ligações químicas do composto durante a decomposição. A temperatura de decomposição de uma substância é a temperatura na qual a substância decompõe-se em menores moléculas de outras substâncias ou em seus átomos constituintes.
Por exemplo, o carbonato de cálcio decompõe-se em óxido de cálcio e dióxido de carbono a partir de aproximadamente 840 °C.
{\displaystyle {\ce {CaCO3 ->[{∆}] CaO + CO2}}} ou  {\displaystyle {\ce {2CaCO3 ->[{∆}] 2Ca + 2C + 3O2}}} ( feito o balanceamento químico)
Outro exemplo é o carbonato de magnésio, que se decompõe em oxido de magnésio e dióxido de carbono. 
{\displaystyle {\ce {MgCO3 ->[{∆}] MgO + CO2}}}